# Čovječja oplodnja
Čovječja oplodnja je sjedinjenje čovječje jajne stanice i spermija. Obično se događa u ampuli jajovoda. Rezultat tog sjedinjenja je nastanak zigote ili oplođenog jajašca čime započinje prenatalni razvoj čovjeka. Znanstvenici su otkrili dinamiku čovječje oplodnje u 19. stoljeću.
Proces oplodnje obuhvaća spajanje spermija s jajnom stanicom. Najčešće počinje ejakulacijom tijekom snošaja nakon koje slijedi ovulacija, a završava oplodnjom. Ipak, postoje različite iznimke od ovog slijeda događaja, uključujući inseminaciju, in vitro oplodnju, vanjsku ejakulaciju bez snošaja ili snošaj kratko nakon ovulacije. Za vrijeme susreta sa sekundarnom oocitom, akrosom spermija proizvodi enzime koji mu dopuštaju da prodre kroz vanjski želatinasti sloj jajeta. Potom se plazma spermija miješa s plazmatskom membranom jajeta, glava spermija odvaja se od repa i jaje putuje iz jajovoda prema maternici.
In vitro oplodnja (IVF) je proces kod kojeg je jajna stanica oplođena spermijem izvan maternice, odnosno in vitro.

## Anatomija

### Corona radiata
Spermij se probija kroz coronu radiatu, sloj stanica koje okružuju jajnu stanicu za vrijeme ovulacije. Oplodnja nastaje kad se jezgre spermija i jajne stanice spoje kako bi nastala diploidna stanica, poznata pod nazivom zigota. Uspješnim spajanjem gameta počinje razvoj novog organizma.

### Perivitelina membrana
Dok se spermij sprema za prodiranje, žumanjak (ooplazma) se skuplja u obliku stošca. Kada spermij prodre, periferni dio žumanjka pretvara se u perivitelinu membranu, koja ne dopušta prodor drugih spermija.

### Akrosomska reakcija
Na početku procesa spermij prolazi kroz niz promjena zato što je svježe ejakulirani spermij nesposoban ili slabo sposoban da oplodi jajnu stanicu. Spermij prolazi kroz kapacitaciju u ženskom reproduktivnom traktu preko nekoliko sati, što povećava njegovu pokretljivost i destabilizira njegovu membranu, pripremajući ga za akrosomsku reakciju, enzimsko prodiranje kroz čvrstu membranu jajašca, zonu pellucidu.

### Zona pellucida
Nakon probijanja kroz coronu radiatu spermij doseže zonu pellucidu, koja je uglavnom sastavljena od glikoproteina. Posebna komplementarna molekula na površini glave spermija spaja se s glikoproteinom ZP3 u zoni pellucidi. To izaziva pucanje akrosoma, čime se otpuštaju enzimi koji pomažu spermiju da prođe kroz zonu pellucidu.
Neki spermiji troše svoje akrosome prije vremena na površini jajne stanice, olakšavajući oplodnju drugim spermijima. Kao populacija, spermiji u prosjeku imaju 50% istih gena tako da prijevremene akrosomske reakcije potpomažu oplodnju članu iste skupine. To se može smatrati mehanizmom rodbinske selekcije.
Nedavna istraživanja su pokazala da jajna stanica nije pasivna tijekom ovog procesa.

#### Kortikalna reakcija
Kada spermij nađe način da probije zonu pellucidu, nastaje kortikalna reakcija. Kortikalna zrnca unutar sekundarne oocite spajaju se s plazmatskom membranom stanice, uzrokujući izbacivanje enzima iz kortikalnih zrnaca egzocitozom do zone pellucide. Enzimi uzrokuju hidrolizu glikoproteina ZP2 u glikoprotein ZP2f — tako zona pellucida postaje tvrda i nepropusna za druge spermije. Tako se sprječava polispermija, odnosno prodiranje drugih spermija u jajnu stanicu. Kortikalna reakcija i akrosomska reakcija su glavni procesi koji osiguravaju oplodnju jajne stanice samo jednim spermijem.

## Spajanje
Naon što spermij uđe u citoplazmu oocite, javlja se kortikalna reakcija, koja sprječava oplođivanje istog jajeta drugim spermijima. Oocita prolazi kroz drugu mejotičku diobu, čime nastaje haploidno jajašce i otpušta se polarno tijelo. Potom se jezgra spermija spaja s jajašcem, dopuštajući miješanje njihovih genetskih materijala.

### Stanične membrane
Stanične membrane sekundarne oocite i spermija se spajaju.

### Promjene
U pripremi za miješanje njihova genetskog materijala i spermij i oocita prolaze kroz promjene kao reakcija na spajanje staničnih membrana. Oocita dovršava drugu mejotičku diobu, koja rezultira zrelom jajnom stanicom. Jezgra oocite u ovom procesu se naziva predjezgra (pronukleus) da bi se razlikovala od jezgre koja je rezultat oplodnje.
Rep i mitohondriji spermija propadaju s formiranjem muške predjezgre. Upravo zato su svi mitohondriji u čovjeku majčina podrijetla.

### Replikacija
Predjezgre migriraju prema središtu oocite, brzo replicirajući DNK da bi pripremile zigotu za prvu mitotičku diobu.

### Mitoza
Muške i ženske predjezgre se ne spajaju, iako se njihovi genetski materijali spajaju. Umjesto toga, njihove se membrane otapaju, ne stvarajući barijere između muških i ženskih kromosoma. U isto vrijeme se između njih stvara diobeno vreteno. Diobeno vreteno hvata kromosome prije nego što se rasprše u citoplazmi. U prolaženju kroz mitozi (koja uključuje povlačenje kromatida prema centriolima u anafazi) stanica skuplja muške i ženske genetske materijale u jednu cjelinu. Prema tome, prva mitoza zigote je spajanje muških i ženskih kromosoma.
Svaka od dvije stanice kćeri koje nastaju tom mitozom ima jednu kopiju svake kromatide koja je replicirana u prethodnom stadiju. Prema tome, one su genetski identične.

## Bolesti
Postoje brojni poremećaji koji mogu nastati zbog nedostataka u procesu oplodnje.
- Polispermija nastaje kada više spermatozoida oplodi jajnu stanicu.

Međutim, neki istraživači su saznali da su rijetki parovi braće blizanaca nastali spajanjem jedne majčine jajne stanice s osam očevih spermija. Ova mogućnost se istražuje računalnim simulacijama procesa oplodnje.

## Vanjske poveznice
- Oplodnja